# Гордана Лукић
Гордана Лукић (Сремска Митровица, 10. април 1965) српска је глумица и позоришни режисер. Оснивач је и уметнички руководилац Креативног студија и театра Гартел у Сремској Митровици.

## Биографија
Похађала је Гимназију у Сремској Митровици и пре завршетка, после треће године, 1983. године уписала је Факултет драмских уметности у Београду, одсек глума, у класи професора Предрага Бајчетића заједно са Драганом Мркић, Аницом Добром, Гораном Радаковићем, Небојшом Бакочевићем, Слободаном Бештићем, Ђорђем Николићем познатијим под псеудонимом Ђорђе Давид и др. Након што је напустила студије, радила је у Сремској Митровици, Пироту и Крагујевцу где проводи деведесете године.
После повратка у Сремску Митровицу радила је на РТВ М као спикер и водитељ и радију Сава, као водитељ. Глумила је у серији Село гори, а баба се чешља и филму Желимира Жилника Београде, добро јутро, али се ипак највише остварила као позоришна глумица. Познате представе у којима је играла су: Крај викенда, Дон Жуан се враћа из рата, Женидба и удадба, Београдска трилогија, Паклена поморанџа, Краљ Лир, Иза кулиса, Црна рупа, Љубави Џорџа Вашингтона, Циркус Телепортано и многе друге. Од 2010. води драмски студио и театар Гартел где афирмише младе таленте. Активно се бави и режијом.
Сарадник је многих аматерских ансамбала, културно-уметничких друштава, Удружења грађана, омладинских удружења и других институција које се баве културом, уметношћу и неговањем традиције.
Од 1998. године је члан Савеза драмских уметника Србије.

## Рад у позоришту

### Неке (значајне) представе и улоге
| Година | Представа                 | Улога                                  | Режија           | Позориште                                       |
| ------ | ------------------------- | -------------------------------------- | ---------------- | ----------------------------------------------- |
| 1990.  | Крај викенда              | Она                                    | М. Јанкетић      |                                                 |
| 1990.  | Бела кафа                 | певачица                               | Живорад Митровић | НП Пирот                                        |
| 1991.  | Буђење пролећа            | Илсе                                   | П. Говедаровић   | Књажевско-српски театар Крагујевац              |
| 1992.  | Бриши од своје жене       | Мара                                   | П. Говедаровић   | Књажевско-српски театар Крагујевац              |
| 1993.  | Бриши од свог мужа        | Џејн                                   | П. Говедаровић   | Књажевско-српски театар Крагујевац              |
| 1994.  | Црна рупа                 | Светле                                 | Душан Тузланчић  | Књажевско-српски театар Крагујевац              |
| 1994.  | Краљ Лир                  | Корделија                              | П. Говедаровић   | Књажевско-српски театар Крагујевац              |
| 1997.  | Иза кулиса                | г-ђа Клакет                            | Драган Јовичић   | Позориште Добрица Милутиновић Сремска Митровица |
| 1997.  | Маскенбал                 | Чара-Дара                              |                  | Позориште Добрица Милутиновић Сремска Митровица |
| 1998.  | Чудна шума                | Кнегињица                              |                  | Позориште Добрица Милутиновић Ср. Митровица     |
| 1998.  | Бајка о чаробном свирачу  | Тртко                                  |                  | Позориште Добрица Милутиновић Ср. Митровица     |
| 2000.  | Београдска трилогија      | Алена                                  | Љиљана Тодоровић | Позориште Добрица Милутиновић Ср. Митровица     |
| 2000.  | Гуска на Месецу           | гуска                                  | Гордана Лукић    | Позориште Добрица Милутиновић Ср. Митровица     |
| 2001.  | Љубави Џорџа Вашингтона   | Марта                                  | Марин Малешевић  | Театар Круг Сремска Митровица                   |
| 2005.  | Женидба и удадба          | мајка                                  | Немања Петроње   | Позориште Добрица Милутиновић Ср. Митровица     |
| 2007.  | Дон Жуан се враћа из рата | болничарка, жена, старица, лака женска | В.Лазић          | Позориште Добрица Милутиновић Ср. Митровица     |
| 2007.  | Тврдоглава принцеза       | краљица                                | Гордана Лукић    | Позориште Добрица Милутиновић Ср. Митровица     |
| 2014.  | Циркус Телепортано        | Шарлота                                | Филип Гајић      | Позориште Добрица Милутиновић Ср. Митровица     |

### Режије
- 2000. - Гуска на Месецу - режија и улога гуске
- 2007. - Тврдоглава принцеза – режија и улога краљице
- 2008. - Црвенкапа и збуњени вук - режија
- 2010. - Путујуће позориште Шопаловић – режија
- 2012. - Play Nusic – адаптација и режија
- 2012. - Љубав је кључ од живота - режија
- 2014. - Јулија И Ромео – режија
- 2014. - У цара Тројана козије уши - режија
- 2015. - Лудусирање летње ноћи – ( В. Шекспир, З. Соколовић), режија
- 2016. - Хамлет, римејк – С. Басара; адаптација и режија
- 2016. - Бубица - режија
- 2017. - Било једном... а можда и није било - текст и режија
- 2018. -  Легенда о Максимијану Херкулију - режија
- 2018. - Барбело - о псима и деци - режија
- 2019. - Хепи енд - режија
- 2019. - Било једном у Театру - режија
- 2019. - Пробус- легенда о цару и вину - режија и улога Антониа
- 2020. - Откачена бајка - режија и улога вила Грдана
- 2020/2021. - Бриши од своје жене - режија
- 2021. - Чаробни сат - улога Мадмоазел Стела
- 2022. - Бриши од свог мужа - режија
- 2022. - Снежна бајка – режија и улога Малифисент
- 2023. - Да ли је то била шева? - режија
- 2023. - Питалице за свезналице - режија и улога Мери Попинс
- 2024. - Сунђерице Бобице и еколошке авантурице - улога Стара Боба

## Филмографија
| Год.       | Назив                                            | Улога          |
| ---------- | ------------------------------------------------ | -------------- |
| 1980-е     |                                                  |                |
| 1986.      | Београде, добро јутро                            |                |
| 2000-е     |                                                  |                |
| 2007—2010. | Село гори, а баба се чешља                       | Жена у болници |
| 2009.      | Село гори... и тако                              | Жена у болници |
| 2020-е     |                                                  |                |
| 2024.      | Између онога пре и онога после (студентски филм) | ујна           |

## Награде и признања
- 1995. - годишња награда - најбоља глумица Театра „Јоаким Вујић”
- 1998. – улога Тртко – награда за глумачко остварење на Сусретима професионалних позоришта Војводине
- 1998. – „Писао ми чика поштар” - награда СИГРИДРУГ- за најбоље уметничко остварење у целини на Змајевим дечијим играма